# Santiago Rodríguez-Miranda
Santiago Rodríguez-Miranda Gómez (Palma de Mallorca, Mallorca, 11 de septiembre de 1940) es un político y profesor universitario español, que fue ministro de Trabajo y Seguridad Social durante el último gobierno de UCD.

## Biografía
Estudió Derecho en la delegación de Palma de Mallorca de la Universidad de Barcelona, de la que llegó a ser profesor de Derecho financiero y de Hacienda pública. Accedió a la plaza de Abogado del estado de la delegación de hacienda de la ciudad balear. También obtuvo un diploma en sociología.
Fue asesor de Fomento de Turismo de Mallorca y miembro del Consejo de Administración de la naviera Trasmediterránea.
Está casado con Marta Juan de Sentmenat Morell y tiene dos hijos.

## Actividad política
Antes de la transición, funda en 1963 el Partido Socialdemócrata Balear y en 1975 la Asamblea Democrática de Mallorca.
Es elegido diputado en la legislatura constituyente por la UCD y reelegido en las elecciones de 1979. En diciembre entra en el último gobierno de UCD al ser nombrado ministro de Trabajo por Leopoldo Calvo-Sotelo
Fue consejero de Comercio y Turismo del Gobierno Preautonómico de las Islas Baleares.
En 1977 le fue concedida la Medalla de honor de las Islas Baleares.